# Xavier Espot Zamora
Xavier Espot Zamora, andorski politik; * 30. oktober 1979, Escaldes-Engordany
Je nekdanji andorski minister za pravosodje, trenutno pa je sedmi predsednik vlade Andore, mandat je nastopil 16. maja 2019.
Pod vlado Antonija Martíja je bil med 25. julijem 2012 in 28. februarjem 2019 minister za socialne zadeve, pravosodje in notranje zadeve ter na tem emstu nasledil Roso Ferrer Obiols. Kot minister je 29. februarja 2019 odstopil zaradi kandidature za predsednika vlade na splošnih volitvah 2019.
Zamora je diplomiral in magistriral iz prava na Visoki šoli za poslovno upravo in management (ESADE). Poleg tega ima tudi diplomo iz humanistike na Filozofski fakulteti Univerze Ramon Llull v Barceloni.